# Capparineae
Le Capparineae sono un sottordine dell'ordine delle Capparales, classe Magnoliopsida secondo lo schema tassonomico del Sistema Cronquist.
La classificazione APG IV non riconosce questo raggruppamento e colloca le famiglie in esso comprese nell'ordine Brassicales.
Questa categoria sistematica comprende specie di grande importanza agroalimentare, comprese per lo più fra le Brassicaceae.

## Tassonomia
Comprende le seguenti famiglie:
- Brassicaceae
- Capparaceae
- Koeberliniaceae
- Pentadiplandraceae
- Tovariaceae